# Amígdala cerebelosa
La amígdala cerebelosa (en latín, tonsilla cerebelli) es una estructura neurológica situada en el cerebelo. Presenta la forma de un lóbulo redondeado bajo la superficie de cada hemisferio cerebeloso, y se continúa —hacia la parte central— con la úvula del vermis.
La amígdala del cerebelo no debe confundirse con la amígdala cerebral, ubicada en la zona medial profunda de la corteza cerebral del lóbulo temporal.
De las tres estructuras anatomofisiológicas del cerebelo (lóbulo anterior, lóbulo posterior y lóbulo floculonodular), el último puede asimismo confundirse fácilmente con la amígdala.

## Patología
El agrandamiento de las amígdalas, o su compresión por causa de malformaciones congénitas, puede obligarlas a descender por el foramen magnum, invadiendo espacio del canal vertebral destinado a la médula espinal. Esta condición se conoce como malformación de Chiari tipo I.